# Загнаних коней пристрілюють, чи не так?
Загнаних коней пристрілюють, чи не так? (англ. They Shoot Horses, Don`t They?) — фільм 1969 року, що розповідає про трагічні події часів Великої Депресії 1930-х рр. і страшні наслідки економічної скрути для різних верств населення країни. Режисер — Сідні Поллак.

## У ролях
- Глорія — Джейн Фонда
- Роберт — Майкл Серрезін
- Еліс — Сюзанна Йорк
- Роккі — Гіг Янг
- моряк-ветеран — Ред Баттон
- Ролло — Майкл Конрад
- Джеймс — Брюс Дерн
- Рубі — Бонні Беделіа
- Макс — Арт Метрано
- танцівниця — Мерилін Гассетт.

## Історія створення

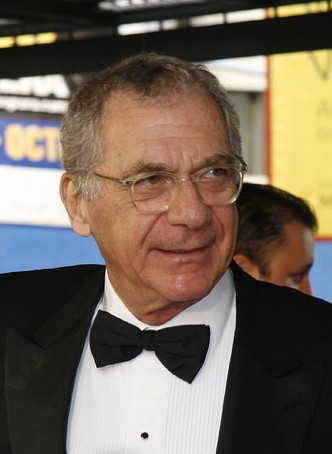
Сідні Поллак

Сценарій фільму створено за мотивами однойменного роману американського письменника Гораса Маккоя, надрукованого у 1935 році. Роман письменника зображував події Великої Депресії на прикладі чудернацького танцювального марафону. Його організував один заклад, аби додати трохи пожвавлення в гнітючу атмосферу економічної скрути.
Імовірно, роман письменника привабив режисера прикладом з національної історії США і можливістю показати різні людські характери і долі через призму суспільних негараздів і тяжких випробувань.
На головну жіночу роль запросили Джейн Фонду, що жила у Франції і мала початковий досвід знімань. Сценарій не сподобався молодій акторці і та включилася до роботи лише за вимогою чоловіка, українця за походженням — Роже Вадима.

## Сюжет
Бідність і безробіття спонукали купку людей до участі в чудернацькому змаганні — танцювальному марафоні. Адже призом є 1.500 доларів, що дасть змогу протриматись в часи економічної депресії. Мимоволі до чудернацького змагання залучаються Глорія і Роберт. Партнера Глорії вибракували на етапі підготовки до конкурсу і вона запросила до участі сільського парубка. Вагітна Рубі і її чоловік беруть участь, аби мати змогу добре попоїсти (учасників змагання безкоштовно годують). Актори - початківці Елліс і Ролло беруть участь тому, що бажають виявити себе і отримати запрошення на роботу в Голлівуді, аби покінчити з безробіттям.
Для Роккі — хоч яке видовище — різновид бізнесу. І в залученні глядачів до чудернацького змагання він не зупиняється ні перед якими штучними засобами пожвавлення шоу.
Ознаки глупоти і вихвалянь притаманні учасникам змагання. Іноді вони виступають з окремими номерами під час шоу в додаток до головних навантажень конкурсу, що і без цього виснажує учасників.
Упорядник Роккі навіть робить пропозицію Глорії зробити фіктивне весілля, а частку весільних подарунків після фікції продати і заробити на спекуляції.
Знесилені бідністю і стресами, учасники чудернацького шоу логічно йдуть до трагедій.
За умовами змагання після 600 годин чудернацького конкурсу починається «дербі» — швидкий біг тривалістю 10 хвилин. Три останні учасники дербі виключаються з конкурсу. Ідуть перші страшні випробування — ветеран війни 1914 року помирає під час другого дербі, акторка — божеволіє, а Глорія закінчує змагання психологічною кризою і проханням убити її. Страту її і реалізує Роберт, адже загнаних коней винищують, це він засвоїв у селі.
Веселеньке шоу на початку закінчується трагедіями і тюремним ув'язненням для Роберта, що стає ще однією трагедією долі й кінострічки.

## Нагороди і номінації
- Премія «Оскар» за найкращу чоловічу роль другого плану — Гіг Янґ.
- Премія «Золотий глобус» за найкращу чоловічу роль другого плану — Гіг Янґ та ще п'ять номінацій.
- Премія «BAFTA» за найкращу жіночу роль другого плану — Сюзанна Йорк та ще п'ять номінацій.